# Richard de Burgh, 2. Earl of Ulster

Familienwappen des Richard de Burgh, 2. Earl of Ulster

Richard Og de Burgh, 2. Earl of Ulster (* um 1259; † 29. Juli 1326) war ein hiberno-normannischer Adliger. Sein Beiname „Og“ bedeutete „der Junge“, wahrscheinlich ein Hinweis auf sein geringes Alter, als er 1271 Earl wurde oder um ihn von seinem Großvater Richard Mor zu unterscheiden. Er war auch als der „Rote Earl“ bekannt.
Er war der Sohn und Erbe von Walter de Burgh, 1. Earl of Ulster († 28. Juli 1271), zweitältester Sohn des Richard de Burgh, des Eroberers von Connacht. 1271 beerbte er seinen Vater als 2. Earl of Ulster und 3. Lord von Connacht.
Richard Og war der mächtigste der Earls aus der Familie de Burgh in Ulster. Er war ein enger Freund des englischen Königs Eduard I. und war der ranghöchste Earl in Irland. Er betrieb eine expansionistische Politik und zerstritt sich dabei mit den übrigen anglo-irischen Lords. 1316 besiegte er in der zweiten Schlacht von Athenry Feidhlimid mac Aedh Ó Conchobair, den König von Connacht.

## Familie
Seine Schwester Egidia de Burgh war Ehefrau von James Stewart, 5. High Steward of Scotland, dem Großvater des späteren Königs Robert II.
Spätestens 1280 hatte er Margaret de Guînes († 1304), Tochter des Arnould III., Graf von Guînes aus dem Hause Gent, geheiratet. Marguerite war mit der englischen Königin Margarethe verwandt.
Er hatte sechs Töchter und zwei Söhne:
- Aveline de Burgh, ⚭ John de Bermingham, 1. Earl of Louth († 1329)
- Katherine de Burgh († 1331), ⚭ 1312 Maurice FitzGerald, 1. Earl of Desmond († 1356)
- Joan de Burgh († 1359), ⚭ 1312 Thomas FitzGerald, 2. Earl of Kildare († 1328)
- Elizabeth de Burgh (1289–1327), ⚭ 1302 Robert Bruce, 4. Earl of Carrick (1274–1329), 1306 als Robert I. König von Schottland
- John de Burgh (um 1290–1313), ⚭ Elizabeth de Clare (1295–1360), Tochter des Gilbert de Clare, 6. Earl of Hertford
- N.N. (Sohn, † jung)
- Eleanor de Burgh, ⚭ 1297 Thomas de Multon, 1. Baron Multon (1276–1322)
- Maud de Burgh (um 1290–1320), ⚭ Gilbert de Clare, 7. Earl of Hertford

Da Richard seinen Sohn John überlebte, folgte ihm dessen Sohn, sein Enkel William de Burgh 1326 als 3. Earl of Ulster nach.